# جواو نيفيز (لاعب كرة قدم)
جواو بيدرو غونسالفيس نيفيس (من مواليد 27 سبتمبر 2004) هو لاعب كرة قدم برتغالي محترف يلعب كلاعب خط وسط مع نادي باريس سان جيرمان الفرنسي والمنتخب البرتغالي.

## الإنجازات

### شباب بنفيكا
- البطولة الوطنية للناشئين: 2021–22.
- دوري أبطال أوروبا للشباب: 2021–22.[4]
- كأس الإنتركونتيننتال تحت 20 سنة: 2022.[5]

### بنفيكا
- الدوري البرتغالي الممتاز: 2022–23.[6]
- كأس السوبر كانديدو دي أوليفيرا: 2023.[7]

### باريس سان جيرمان
- الدوري الفرنسي: 2024–25
- كأس فرنسا: 2024–25
- كأس الأبطال الفرنسي: 2024
- دوري أبطال أوروبا: 2024–25

### فردية
- جائزة كوزمي دامياو عام: 2024.[8]
- أفضل لاعب خط وسط في الدوري البرتغالي لهذا الشهر: سبتمبر 2023،[9] أكتوبر/نوفمبر 2023،[10] ديسمبر 2023،[11] فبراير 2024،[12] مارس 2024.[13]
- جائزة اتحاد لاعبي كرة القدم المحترفين لأفضل لاعب شاب : أكتوبر / نوفمبر 2023،[14] فبراير 2024.[15]